# Тодор Рупар
Тодор Рупар (Дивин, 1829 — Дивин, март 1902) био је вођа херцеговачких устаника у Бици на Дивину која је претходила великој Битки на Вучјем Долу.

## Биографија
Рођен је у селу Дивин изнад Дабарског поља у данашњој општини Билећа. У Бици на Дивину се истакао као вођа српских устаника са Дивина и околних мјеста. Устаници под Тодоровим вођством су нанијели значајне губитке турском окупатору и ослабили им војску пред одлучујућу Битку на Вучјем Долу, у којој херцеговачко-црногорска војска извојева велику побједу.